# Nella Larsen
Nella Larsen, nascida Nellie Walker (Chicago, 13 de abril de 1891 – Brooklyn, 30 de março de 1964) foi uma escritora, bibliotecária e enfermeira norte-americana, expoente do Renascimento do Harlem e uma das principais escritoras do período. Publicou dois romances de sucesso, Quicksand (1928) e Passing (1928), além de vários contos. Ainda que tenha parado de escrever alguns anos depois, ainda é bastante reconhecida pelo meio literário.
Na segunda metade do século XX houve um grande interesse em seu trabalho e uma redescoberta de seus livros e dos temas por Nella trabalhados como questões de identidade sexual e racial. Seus livros e contos também foram alvo de vários trabalhos acadêmicos e ela é reconhecida como sendo a primeira romancista do Renascimento do Harlem bem como uma importante figura do modernismo.

## Biografia
Nella nasceu como Nellie Walker em 13 de abril de 1891, em um distrito pobre do sul da cidade de Chicago, chamado Levee. Era filha de Peter Walker, descendente de iigrantes afro-caribenhos das Índias Ocidentais Dinamarquesas e de Pederline Marie Hansen (1868 - 1951), imigrante também das Índias Ocidentais Dinamarquesas. Sua mãe era conhecida como Mary Larsen, às vezes pronunciado como Larson, e trabalhou como costureira e empregada doméstica em Chicago.
Peter deixou a esposa e sumiu da vida de Mary e de Nella muito cedo, tanto que ela costumava dizer que seu pai tinha morrido quando ela ainda era muito jovem. Por volta dessa época, Chicago estava cheia de imigrantes, mas a migração dos negros vindos do sul dos Estados Unidos ainda não tinha começado. Quando Nella ainda era criança, a população negra na cidade era de apenas 1,3% em 1890 e apenas 2% em 1910.
Sua mãe se casou novamente com Peter Larsen, também conhecido como Peter Larson, imigrante dinamarquês. Em 1892, o casal teve uma filha, Anna Elizabeth (Lizzie). Nellie adotou o sobrenome do padrasto, algumas vezes usando versões diferentes de seu nome como Nellye Larson e Nellie Larsen, chegando finalmente à versão definitiva de Nella Larsen. O casal se mudou para o lado oeste da cidade, uma vizinhança composta por alemães e imigrantes escandinavos, mas Nella sofria muito racismo da vizinhança e quando tinha 8 anos, a família se mudou para o lado leste da cidade. Essa dualidade em sua vida, transitando entre um mundo branco e negro, foi muito influente em sua escrita.
| “ | Como membro de uma família de imigrantes, ela não tinha espaço no mundo do blues ou na igreja da comunidade negra. Se ela não era branca como sua mãe e sua irmã, ela também não era negra como Langston Hughes e seus personagens, que eram negros. O mundo dela era um submundo, historicamente irreconhecível e doloroso demais para desencavar. | ” |

Entre 1895 e 1898, Nella visitou a Dinamarca com sua mãe e sua meia-irmã. Ainda que ela fosse considerada "exótica" na Dinamarca por ser inter-racial, Nella tinha boas lembranças dessa época, inclusive de brincar com crianças dinamarquesas com jogos que ela depois publicou em inglês. Depois de retornar a Chicago, em 1898, ela ingressou em uma escola pública. Ao mesmo tempo, a migração de negros vindos do sul do país começou, bem como a imigração europeia. A segregação racial e as tensões sociais começaram a aumentar nos bairros imigrantes, em especial devido à competição por empregos e habitações.
Sua mãe acreditava que Nella tinha condições de ingressas na Fisk University, uma universidade voltada para a comunidade negra, em Nashville, no Tennessee. Foi lá, entre 1907 e 1908, que Nella pode viver pela primeira vez com uma comunidade negra, mas ainda estava separada das vivências de seus colegas, a maioria deles nascida no sul do país, descendentes de ex-escravizados. Larsen acabou expulsa da universidade por violar o código de vestimenta e conduta para mulheres. Ela então voltou para a Dinamarca entre 1909 e 1912, retornando depois para os Estados Unidos e ainda lutando para encontrar seu lugar.

## Enfermagem
Em 1914, Nella ingressou na escola de enfermagem do Lincoln Hospital do Bronx. A instituição foi fundada ainda no século XIX, em Manhattan como um hospital e enfermaria que atendesse à comunidade negra. Na época, os pacientes do hospital eram majoritariamente brancos, enquanto os pacientes da enfermaria eram negros. Os médicos eram homens brancos e as enfermeiras eram mulheres negras.
Nella se formou em 1915 e foi trabalhar no sul do país em Tuskegee, no Alabama, onde se tornou a enfermeira-chefe do hospital e da escola de enfermagem do Instituto Tuskegee. Depois de conhecer e começar a trabalhar com Booker T. Washington, Nella se decepcionou com ele por alguma razão e combinado com as más condições de trabalho para as enfermeiras em Tuskegee, Nella partiu da cidade cerca de um ano depois.
Voltando para Nova Iorque em 1916, Nella trabalhou por dois anos no Lincoln Hospital. Depois de ficar em segundo lugar em um concurso público, Nella ingressou no Departamento de Saúde Pública como enfermeira. Ela trabalhou no Bronx durante a pandemia de Gripe espanhola de 1918, ao lado de colegas brancos e tratando de pacientes brancos. Com o fim da pandemia, ela continuou trabalhando na cidade como enfermeira.

## Casamento
Em 1919, Nella casou-se com Elmer Imes, um proeminente físico e o segundo negro a obter um doutorado em física nos Estados Unidos. Após seu casamento, Nella usou o sobrenome Imes quando assinava seus livros e contos. Um ano após o casamento, Nella publicou seus primeiros contos. O casal morava no Harlem na década de 1920, mas não era uma convivência fácil com outros membros proeminentes do bairro.
| “ | Em virtude de seu casamento, ela era membro da classe profissional negra do Harlem, muitos deles pessoas negras com ancestrais parcialmente europeus. Ela e seu marido conheciam a liderança Associação Nacional para o Progresso de Pessoas de Cor: W.E.B. Du Bois, Walter Francis White, James Weldon Johnson. No entanto, por causa de seu nascimento e parentesco misto, e por ela não ter um diploma universitário, Larsen foi alienada da classe média negra, cujos membros enfatizavam a faculdade e os laços familiares, fraternidades e irmandades negras. | ” |

Sua origem inter-racial não era exatamente incomum para a classe média negra do bairro. Mas muitos desses indivíduos, como Langston Hughes, tinham parentes europeus mais distantes. Outros formavam uma elite de pessoas negras e inter-raciais, alguns deles eram descendentes de negros libertos bem antes da Guerra de Secessão. Isso dava a muitas famílias condições de se manter e de estudar em boas universidades no norte do país. Em 1920, muitos negros do Harlem emfatizavam suas origens negras do sul.
Os estudos científicos de Imes o colocaram em um patamar social diferente do de Nella. O casal passou por várias crises durante a década de 1920, principalmente depois que ela descobriu que o marido estava tendo um caso extraconjugal. Eles acabaram se separando em 1933 e não tiveram filhos. Nella passou a receber uma pensão com o divórcio, o que lhe deu segurança financeira para escrever até a morte de Imes, em 1941. Assim que a pensão acabou, Nella se viu obrigada a voltar a trabalhar como enfermeira, o que a vez se distanciar da literatura na época.
Sua prática como enfermeira acabou servindo como pano de fundo para seu livro Passing, para criar o personagem Brian, um médico e marido da protagonista. Brian é um personagem ambivalente com seu trabalho e pode ter sido parcialmente inspirado na figura do marido de Nella. Após o seu divórcio, Nella ficou muito próxima de Ethel Gilbert, diretor da Fisk University, mas não se sabe se eles se casaram ou mantiveram um longo relacionamento.

## Carreira literária
Em 1921, Nella trabalhava à noite e aos fins de semana como voluntária da bibliotecária Ernestine Rose, ajudando-a a preparar a exposição "Negro art", da Biblioteca Pública de Nova Iorque (NYPL). Encorajada por Rose, Nella se tornou a primeira mulher negra a se formar no curso de biblioteconomia da NYPL, coordenado pela Columbia University.
Nella passou no exame de qualificação em 1923. Trabalhou na Biblioteca de Seward Park, no Lower East Side, uma comunidade predominantemente judaica. Depois, Nella se transferiu para a filiar do Harlem, interessada no efervecente caldeirão cultural do bairro, que tinha se tornado um destino para muitos migrantes e imigrantes.
Em outubro de 1925, Nella tirou uma licença do seu trabalho por questões de saúde e começou a escrever seu primeiro romance. Em 1926, fez amizades com figuras proeminentes do Harlem, que viriam a compor a nata do movimento do Renascimento do Harlem. Por volta dessa época, Nella largou seu emprego como bibliotecária.
Nella tornou-se uma figura ativa no movimento literário e artístico do Harlem, onde fez amizade com Carl Van Vechten, escritor e fotógrafo. Em 1928, Nella publicou seu primeiro romance, Quicksand, basicamente um livro autobiográfico. Recebeu ótimas críticas, mas não foi um sucesso financeiro para Nella.
Em 1929, ela publicou Passing, que se tornou um grande sucesso de crítica e público. O livro lidava com temas como relacionamentos inter-raciais, onde duas amigas de infância seguiram caminhos diferentes na vida e depois se reencontram. Uma se identificava como negra e era casada com um médico negro, enquanto a outra se identificava como brnaca e era casada com um homem branco, sem nunca revelar sua ancestralidade original. O livro trabalha com as experiências de ambas. No Brasil, ele foi publicado com o título Identidade, pela editora HarperCollins.
Em 1930, Nella publicou o conto "Santuário", pelo qual ela foi acusada de plágio. Disseram que ele lembrava muito o conto "Mrs. Adis", da escritora britânica Sheila Kaye-Smith, publicado no Reino Unido em 1919. Ainda que tivessem temas parecidos, nenhuma prova de plágio foi apresentada e Nella recebeu uma Bolsa Guggenheim ao fim da controvérsia, um valor de cerca de 2500 dólares na época, tendo sido a primeira mulher negra nos Estados Unidos a recebê-la.
Nella passou a viajar com frequência em busca de inspiração para seus livros. Esteve na Europa várias vezes, passando longos períodos de tempo em Mallorca e Paris, onde começou a escrever um romance sobre um triângulo amoroso envolvendo protagonistas brancos, mas nunca o finalizou. Nella nunca mais publicaria nenhum livro ou conto.

## Últimos anos
Nella retornou a Nova Iorque em 1933, quando seu divórcio foi finalizado. Ela viveu com a pensão do marido até a morte dele em 1941. Lutando contra uma depressão, Nella parou de escrever. Após a morte do marido, Nella foi obrigada a retornar à sua antiga profissão de enfermeira para poder se sustentar e desapareceu dos círculos literários. Ela morou o resto da vida no Lower East Side e não retornou mais ao Harlem.

## Morte
Nella morreu em seu apartamento, no Brooklyn, em 30 de março de 1964, aos 72 anos. Ela foi sepultada no Cemitério de Cypress Hills, no Brooklyn.